# Katie Morag
Katie Morag (2013–2015) – brytyjski serial animowany, w Polsce emitowany od 2 czerwca 2014 roku na kanale BBC Cbeebies.

## Fabuła
Rudowłosa Katie Morag jest niezwykle przebojową dziewczynką. Mieszka wraz ze swoimi rodzicami i bratem na szkockiej wyspie o nazwie Struay. Dziewczynka dzieli się różnymi problemami ze swoją najlepszą przyjaciółką. Często wpada w kłopoty, z których pomaga jej wyjść niezawodna babcia. Seria powstała na podstawie popularnych książek dla dzieci autorstwa pisarki i ilustratorki Mairi Hedderwick.

## Obsada
- Cherry Campbell - Katie Morag[2]
- Gail Watson - Mama Katie
- Annie Louise Ross - Babcia z wyspy
- Kenneth Harvey - Tata Katie
- Barbara Rafferty - Babcia z miasta
- Finlay Macmillan - młodszy brat Katie - Liam
- Angus Peter Campbell - Neally Beag

## Wersja polska
W roli tytułowej wystąpiła: Laura Mular
W pozostałych rolach:
- Elżbieta Goetel – Babcia z wyspy
- Anna Peplińska – Babcia z miasta
- Małgorzata Musiała – Mama Katie Morag
- Małgorzata Brajner –
  - pani Muir (odc. 3),
  - pani Baxter (odc. 15, 34),
  - pani Autorka (odc. 22)
- Jacek Labijak – Tata Katie Morag
- Tomasz Przysiężny –
  - Neilly Beag,
  - pan Turysta (odc. 34)

oraz:
- Krzysztof Grabowski –
  - James Mackie (odc. 5, 15, 19, 34),
  - Jordie Smith (odc. 21)

- Mateusz Brzeziński – Mateusz McColl (odc. 13, 20-21, 38)

- Małgorzata Rychlicka-Hewitt –
  - pani Mackie (odc. 15)
- Paweł Mielewczyk – pan McMaster (odc. 17, 34)
- Mateusz Oriol – John (odc. 21)
- Andrzej Nowiński – Dziadek z wyspy (odc. 25/26, 37)
- Piotr Łukawski – Donald John Cameron (odc. 28)

i inni
Realizacja dźwięku: Marcin Kalinowski
Reżyseria: Karolina Kinder
Dialogi: Barbara Żmijewska (odc. 22, 25-26)
Słowa piosenki „Wesele Marii”: Marek Piguła (odc. 22)
Kierownictwo produkcji: Paweł Żwan
Opracowanie wersji polskiej : Studio Tercja Gdańsk dla Hippeis Media
Piosenkę tytułową śpiewała: Małgorzata Musiała
Lektor: Tomasz Przysiężny

## Spis odcinków
| N/o            | Nieoficjalny polski tytuł                               | Angielski tytuł                                      |
| -------------- | ------------------------------------------------------- | ---------------------------------------------------- |
| SERIA PIERWSZA |                                                         |                                                      |
| 1.             | Katie Morag dostarcza pocztę                            | Katie Morag Delivers the Mail                        |
| 2.             | Katie Morag i dwie babcie                               | Katie Morag and Two Grandmothers                     |
| 3.             | Katie Morag i nauczycielka                              | Katie Morag and the Old Teacher                      |
| 4.             | Katie Morag u babci z wyspy: Opowieść o cuchnącej kozie | Grannie's Island Ceilidh: The Big Smelly Goat        |
| 5.             | Katie Morag i nowy kolega                               | Katie Morag and the New Boy                          |
| 6.             | Katie Morag i halloweenowy pirat                        | Katie Morag and the Halloween Pirate                 |
| 7.             | Katie Morag i Izzy                                      | Katie Morag and Izzy                                 |
| 8.             | Katie Morag u babci z wyspy: Kamienna zupa              | Grannie's Island Ceilidh: Stone Soup                 |
| 9.             | Katie Morag i wyjątkowy pakunek                         | Katie Morag and the Special Deliver                  |
| 10.            | Katie Morag i nudny miś                                 | Katie Morag and the Tiresome Teddy                   |
| 11.            | Katie Morag i tajemnice                                 | Katie Morag and the Mysteries                        |
| 12.            | Katie Morag u babci z wyspy: Mała Izzy                  | Grannie's Island Ceilidh: Little Izzy                |
| 13.            | Katie Morag i dwie krople wody                          | Katie Morag and the Two Peas                         |
| 14.            | Katie Morag i zabawa sylwestrowa                        | Katie Morag and the New Year Party                   |
| 15.            | Katie Morag i tajemnica dnia wypieków                   | Katie Morag and the Baking Day Secret                |
| 16.            | Katie Morag i zrzędząca babcia                          | Katie Morag and the Grumpy Grannie                   |
| 17.            | Katie Morag i duzi kuzyni                               | Katie Morag and the Big Boy Cousins                  |
| 18.            | Katie Morag u babci z wyspy: Miska dziadka              | Grannie's Island Ceilidh: Granpa's Bowl              |
| 19.            | Katie Morag i śpiewające foki                           | Katie Morag and the Seals Singing                    |
| 20.            | Katie Morag u babci z wyspy: Annie i Tryto              | Grannie's Island Ceilidh:Annie Jessie and the Merboy |
| 21.            | Katie Morag i górski bieg                               | Katie Morag and the Hill Race                        |
| 22.            | Katie Morag u babci z wyspy: Hugo Rączka                | Grannie's Island Ceilidh: Hugh Handy                 |
| 23.            | Katie Morag i wielki obraz                              | Katie Morag and the Big Picture                      |
| 24.            | Katie Morag i owsiankobus                               | Katie Morag and the Borchan Bus                      |
| 25.            | Katie Morag i Wesele                                    | Katie Morag and the Wedding                          |
| 26.            | Katie Morag i Wesele                                    | Katie Morag and the Wedding                          |
| SERIA DRUGA    |                                                         |                                                      |
| 27.            | Katie Morag i złoty skarb                               | Katie Morag and the Golden Treasure                  |
| 28.            | Katie Morag i drzewo genealogiczne                      | Katie Morag and the Family Tree                      |
| 29.            | Katie Morag i tańce klasowe                             | Katie Morag and the Dancing Class                    |
| 30.            | Katie Morag i chora owca                                | Katie Morag and the Sick Sheep                       |
| 31.            | Katie Morag i konkurs na największą marchewkę           | Katie Morag and the Carrot Competition               |
| 32.            | Katie Morag i hokej na trawie                           | Katie Morag and the Big Shinty Match                 |
| 33.            | Katie Morag i dzień urodzin                             | Katie Morag and the Day of Birthdays                 |
| 34.            | Katie Morag i gwiazda Struay                            | Katie Morag and the Struay Star                      |
| 35.            | Katie Morag i droga do babci z wyspy                    | Katie Morag and the Road to Grannie's Island         |
| 36.            | Katie Morag i chatka wujka Mateusza                     | Katie Morag and the uncle Matthew's Hut              |
| 37.            | Katie Morag i wielki koncert                            | Katie Morag and the Grand Concert                    |
| 38.            | Katie Morag i wielki balon                              | Katie Morag and the Big Balloon                      |
| 39.            | Katie Morag i najgorszy dzień na świecie                | Katie Morag and the Worst Day Ever                   |